# ناحیه امیزور
دائرة امیزور (به عربی: دائرة أمیزور) یک سکونتگاه مسکونی در الجزایر است که در استان بجایه واقع شده‌است.